# P/2018 P3 (PANSTARRS)
P/2018 P3 (PANSTARRS) — короткоперіодична комета типу комети Енке. Відкрита 8 серпня 2018 року; була 21.0m на час відкриття.